# Flash (DC Comics)
The Flash is de naam van verschillende superhelden uit de strips van DC Comics. De originele Flash werd bedacht door schrijver Gardner Fox en tekenaar Harry Lampert, en verscheen voor het eerst in Flash Comics nr. 1 (1940).
De bekendste helden die de Flash-identiteit hebben gebruikt, zijn Jay Garrick (1940-), Barry Allen (1956-1986), Wally West (1986-2006, 2007-) en Bart Allen (2006-2017).
In de enige Nederlandstalige Flash-serie "Flits Classics" (1969-1974) -met Barry Allen als titelheld- werden, evenals in andere Nederlandstalige DC-uitgaven uit die periode, zowel de Barry-Flash als de Jay-Flash "Flits" genoemd. De naam "Flits" was overigens al eerder gebruikt voor een andere supersnelle superheld: Lightning van de THUNDER-Agents in de enige Nederlandstalige uitgave daarvan, "Commando Z" (1968).

## Publicatiegeschiedenis

### Golden Age
De Flash maakte zijn debuut in Flash Comics nr. 1 (jan. 1940), een subtitel van All-American Publications, een van de drie bedrijven die later zouden fuseren tot DC Comics. Deze Flash was Jay Garrick, een student die zijn krachten kreeg door het inademen van de damp van zwaar water. Hij was de eerste held met supersnelheid en tevens de eerste held met slechts één superkracht, anders dan bijvoorbeeld Superman, die meerdere krachten bezat. Zijn kostuum bestond uit een gewone rode trui, blauwe broek en een metalen helm met daarop vleugels, die deden denken aan de vleugels van de Griekse God Hermes.
Garrick was een populair personage in de jaren 40 en werd lid van de Justice Society of America.
Na de Tweede Wereldoorlog raakten de superhelden vergeten.

### Silver Age
In 1956 begon DC Comics met een poging om zijn oude helden weer populair te maken. Maar in plaats van dezelfde personages weer terug te brengen, introduceerden ze nieuwe versies van hun helden. De Flash werd nieuw leven ingeblazen als Barry Allen, een politiewetenschapper die supersnelheid kreeg door een ongeluk met chemicaliën.
Flash was de eerste held die op deze manier zijn herintrede deed. Toen dat een succes bleek, volgden er meer.

### "The Flash of Two Worlds"
De strips van de Flash zijn bekend als de eerste strips waarin duidelijk werd gezien dat het DC Universum meerdere parallelle universums kende. In een verhaal getiteld Flash of Two Worlds ontmoette Barry Allen zijn voorganger, Jay Garrick. In dit verhaal werd onthuld dat de DC Comics helden uit de Golden Age in een ander universum leefden dan die uit de Silver Age. De twee waren in staat elkaar te ontmoeten omdat ze door hun snelheid de grenzen tussen de twee universums konden doorbreken.

### Moderne tijd
Na het verhaal Crisis on Infinite Earths werd de titel van de Flash overgedragen op Wally West. Wally maakte zijn debuut reeds in Flash nr. 110 (dec. 1959), maar stond tot de jaren 80 bekend als Kid Flash. Hij kreeg zijn krachten op dezelfde manier als Allen. West. Na Allens dood nam Wally diens taak over. Hij debuteerde als Flash in The Flash deel 2, nr. 1 in 1987.
In de mini-series Infinite Crisis en "One Year Later" nam Bart Allen de rol van de Flash over. Maar sinds 2007 is Wally West weer de Flash.

### Anderen met de naam “The Flash”
Naast bovengenoemde vier hebben nog enkele andere personen de titel Flash gebruikt. Zij zijn echter een stuk minder bekend en deden vaak maar in een paar verhalen mee.
- Jesse Quick: Dochter van de Speedster, Johnny Quick. Ze nam korte tijd Wally West positie over.
- Flashboy uit de 23e eeuw: De vader van Sela Allen. Zijn vrouw en dochter werden gevangen door Cobalt Blue.
- Sela Allen: aanvankelijk een normaal mens uit de 23e eeuw. Ze veranderde later in een manifestatie van de Flash, die aan iedereen supersnelheid kon geven.
- John Fox: een tijdreiziger die door zijn tijdreizen supersnelheid kreeg. Hij gebruikte deze kracht om Manfred Mota te verslaan. Hij verving tijdelijk Wally West, voordat hij zich besloot te vestigen in het jaar 85265.
- Blaine Allen: de Flash uit de 28e eeuw.
- Nora West-Allen: De dochter van Barry Allen staat ook wel bekend als XS.
- Kryad: een tijdreiziger uit de 98e eeuw die om een alieninvasie te stoppen terugreisde naar het heden om zelf een Flash te worden.

## Krachten en vaardigheden
In alle incarnaties van de Flash kan het personage sneller bewegen, reageren en denken dan een normaal mens. Hierdoor kan hij harder rennen dan enig ander wezen, heeft hij bovenmenselijke reflexen en kan hij zelfs dingen doen die tegen de natuurwetten ingaan. De Barry Allen-versie van Flash stond erom bekend zelfs op wolken te kunnen lopen door zijn enorme snelheid. De topsnelheid van Flash wordt geschat op de lichtsnelheid.
Barry Allen was de Flash met de meeste krachten. Hij kon zelfs zijn moleculen zo hard laten vibreren dat hij door vaste materialen heen kon lopen. Tevens had hij de meeste ervaring met tijdreizen middels supersnelheid. In een aflevering uit het 4de seizoen vibreerde de Flash zo snel dat hij onzichtbaar werd, zo wist hij uit gevangenschap te ontsnappen van Devoe
Flash, net als alle andere helden met bovenmenselijke snelheid, krijgt zijn kracht voornamelijk van de Speed Force, een extradimensionele energiebron.
Flash en andere wezens met supersnelheid, kunnen razendsnel met elkaar praten. Dit taalgebruik is voor omstanders die niet over supersnelheid beschikken onmogelijk te volgen.

## Prijzen
De Flash en zijn strips zijn in de loop der jaren genomineerd voor verschillende prijzen:
- 1961 Alley Award for Best Cover (Flash nr. 123)
- 1961 Alley Award for Best Single Comic (Flash nr. 123 door Gardner Fox en Carmine Infantino)
- 1963 Alley Award for Cross-Over of DC Heroes voor The Brave and the Bold (met Hawkman)
- 1964 Alley Award for Best Short Story ("Doorway to the Unknown" in Flash nr. 148 door John Broome en Carmine Infantino).

## In andere media

### Animatie
- Een versie van Flash had een gastrol in de animatieserie The Superman/Aquaman Hour of Adventure uit 1968.
- Flash was een vast personage in veel van de Super Friends-series. Zo was hij te zien in Challenge of the Super Friends, Super Friends: The Legendary Super Powers Show, and The Super Powers Team: Galactic Guardians.
- De Wally West-versie van Flash had een gastrol in de serie Superman: The Animated Series. Tevens was hij een vast personage in de series Justice League en Justice League Unlimited.
- De Jay Garrick-versie van Flash had een gastoptreden in de Justice League aflevering “Legends”.
- Barry Allen verschijnt in de animatiefilm The Lego Batman Movie uit 2017, waarin hij wordt ingesproken door Adam DeVine in de originele versie en door Huub Dikstaal in de Nederlandse versie.

### Live-action
- Van 1990 tot 1991 had de Flash zijn eigen tv-serie. De Flash in deze serie werd gespeeld door John Wesley Shipp en was een combinatie van de Barry Allen-Flash en de Wally West-Flash.
- In 2014 verscheen er een nieuwe tv-serie onder dezelfde titel als de vorige. De pilot-aflevering werd op 14 oktober van dat jaar uitgezonden door The CW Television Network. De serie is een spin-off van Arrow
- De Bart Allen-versie van Flash had een gastoptreden in het vierde en zesde seizoen van de serie Smallville. Naast Bart Allen gebruikte hij ook de codenamen Jay Garrick, Barry Allen en Wally West. De naam "Flash" werd in de serie overigens niet genoemd, maar was alleen te zien in de aftiteling.
- Sinds 2016 verschijnt de Barry Allen versie van de Flash in het DCEU gespeeld door Ezra Miller. Zijn eerste verschijning was een cameo in de film Suicide Squad. Later verscheen hij in een grotere rol voor de films Justice League en Zack Snyder's Justice League. Ook verscheen de Flash als cameo in de laatste aflevering van de televisieserie Peacemaker. De Flash verscheen in de hoofdrol in 2023 in zijn eigen solo film, The Flash.

## Vijanden
Net als Batman heeft Flash een vaste groep vijanden. Zijn bekendste tegenstanders zijn:
- Gorilla Grodd
- Savitar
- Captain Cold
- Reverse-Flash
- Golden Glider
- Heat Wave
- Abra Kadabra
- Zoom
- Clifford DeVoe
- Trickster
- Turtle
- King Shark